# Honda Civic (восьмое поколение)
Honda Civic (рус. Хо́нда Сиви́к) — большое и разнообразное семейство легковых автомобилей, выпускаемых японской компанией Honda Motor с 1972 года.
В восьмом поколении Civic, европейские трёх- и пятидверные хетчбэки и японо-американские четырёхдверный седан и двухдверное купе сильно отличались друг от друга. Помимо внешнего вида и оформления салона они имели разную компоновочную схему и шасси. Что их объединяло, так это новый двигатель Honda.
В начале августа 2005 года футуристического вида пятидверный хетчбэк Civic был представлен в Европе. В конце месяца седан и стильное купе, а также их гибридная (седан) и спортивная (купе) версии были впервые показаны в США. В сентябре седан Civic в несколько отличном от американской модели оформлении и его гибридный вариант Civic Hybrid появились в Японии.
Самый широкий выбор Civic предлагался в Европе. Здесь, в том числе в России, можно было купить пятидверный или трёхдверный хетчбэк и его спортивную версию, или седан, в том числе в гибридном варианте. В Америке были представлены только седан и купе, а в Японии и других станах Азии продавались в основном седаны, зачастую немного изменённые под требования местного законодательства и рынка.
Оригинальный вид европейского хетчбэка был отмечен широко известной немецкой наградой за дизайн «Red Dot». Приз получили Тосиюки Окумото (Toshiyuki Okumoto), руководитель группы, создавшей внешний вид автомобиля и Юкио Эми (Yukio Emi), глава разработчиков интерьера.
В 2006 году Civic был признан лучшим легковым автомобилем Северной Америки.
С 2012 по 2016 год в Китае продавался, созданный на базе Civic восьмого поколения, седан Ciimo.

## Кузов и оборудование

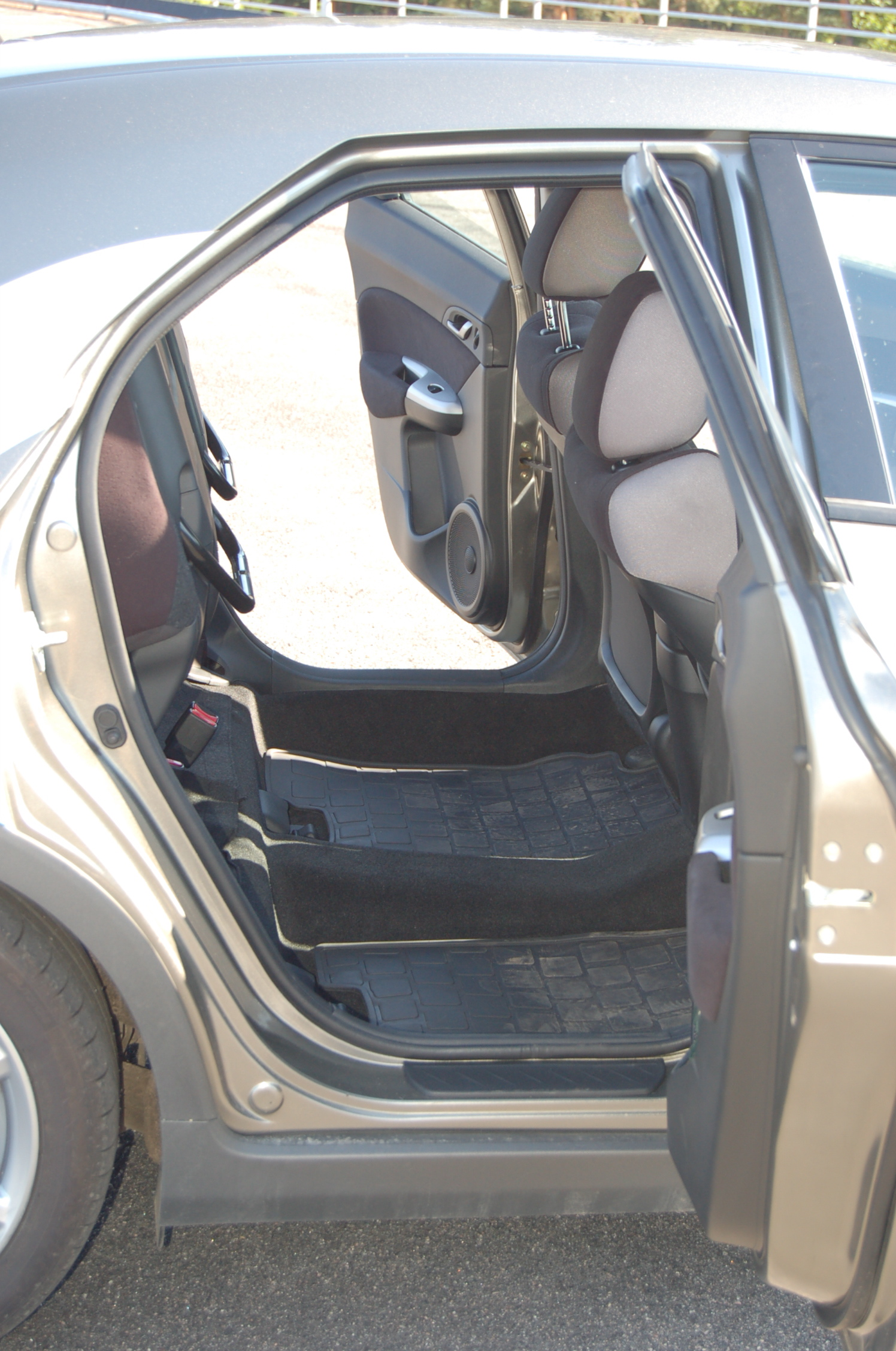
Honda Civic хетчбэк с поднятыми подушками заднего сиденья

Спортивная направленность хетчбэков видна сразу по динамичному силуэту и плавным линиям кузова. Выполненный словно из единой отливки кузов подчеркнут  накладками на порогах, перетекающими в окантовку колёсных арок, а затем в передний и задний спойлеры по низу бамперов.
Уникальной особенностью компоновочной схемы этих автомобилей был размещённый по центру под передними сиденьями 50-литровый бензобак. Такое расположение хорошо защищало его при аварии, а также освобождало много пространства сзади. Так, подушки задних сидений можно было откинуть вверх, создав приличное место для перевозки вещей, например велосипеда в сложенном виде. Объем багажника хетчбэков оставлял впечатляющие 485 литров, при этом спинка заднего сиденья складывалась одним движением, формирую ещё большее грузовое пространство с ровным полом.
Седан и купе сохранили прежнюю компоновку с расположенным сзади бензобаком. При этом, благодаря плотной упаковке расположенных под днищем узлов, удалось сохранить ровный, без тоннеля пол в салоне.
Внешний вид этих моделей, за счёт выдвинутого вперёд и больше наклонённого ветрового стекла, больше походил на однообъёмные автомобили. Седан выглядел изысканнее и роскошнее, когда как купе более спортивным. Острая подштамповка понизу боковин являлась их отличительной особенностью. Интересно, что седан и купе не имели ни одной общей панели кузова и отличались как габаритами, так и колёсной базой.
На всех моделях Civic восьмого поколения использовались распашные, движущиеся навстречу друг другу стеклоочистители. Считалось, что так лучше очищается практически квадратное ветровое стекло.

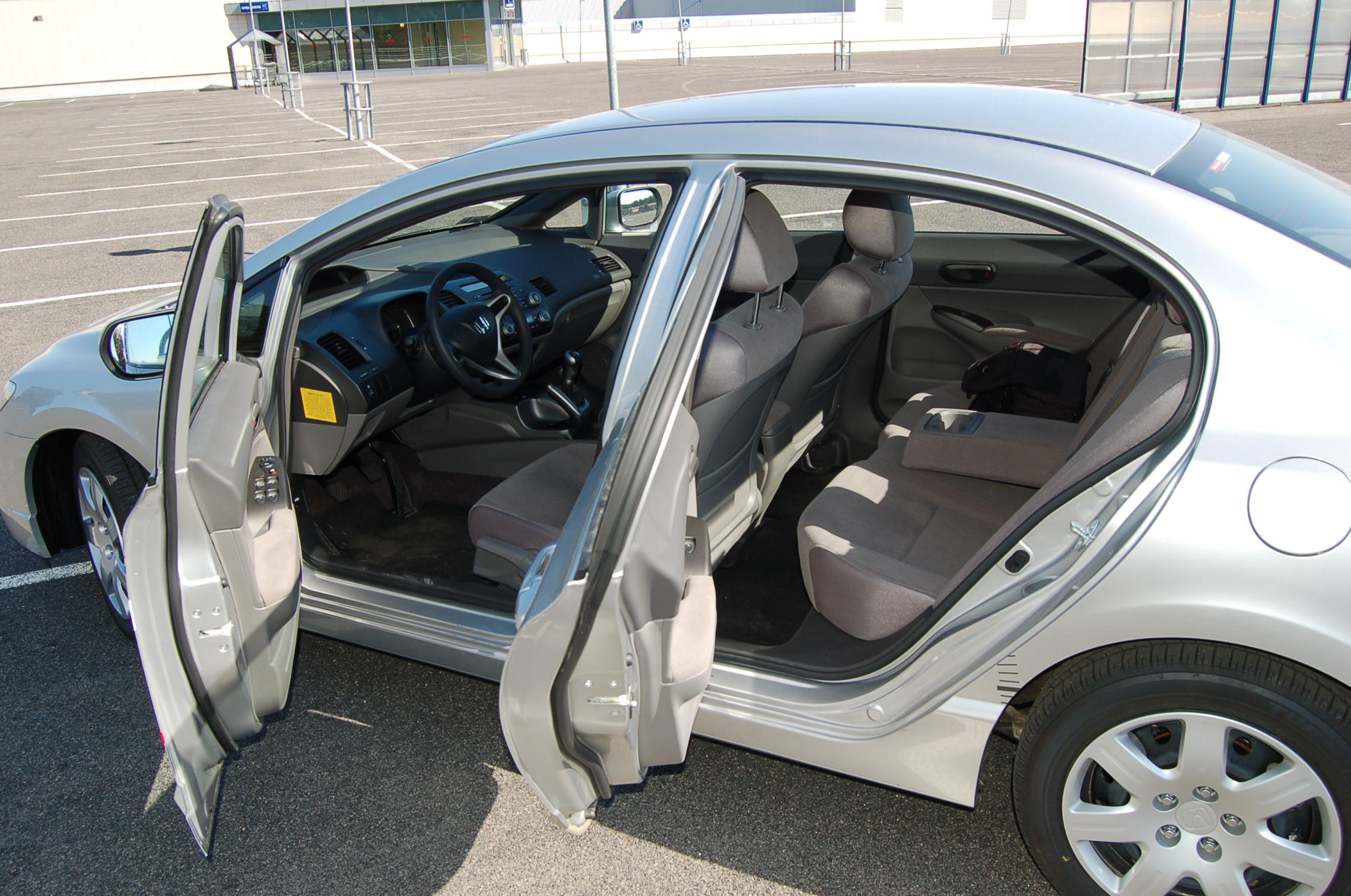
Honda Civic седан. Если приглядеться, то видны и второй экран сверху, и Z-образный ручник, и ровный пол сзади

В салоне самым оригинальным была двухъярусная панель приборов. Помимо набора обычных индикаторов перед водителем, сверху передней панели, располагался ещё один экран. На нем крупно отображались цифры скорости автомобиля, рядом с которыми размещались указатели уровня топлива и температуры двигателя, а также индикатор поворотников. Считалось, что взгляд водителя быстрее перемещается от наблюдения за дорогой и лучше фокусируется на расположенном дальше и выше приборе.
А ещё у седана/купе прямо рядом с переключателем передач размещался Z-образный формы рычаг стояночного тормоза, которым было очень удобно пользоваться.
Кузова всех моделей были наполовину изготовлены из высокопрочной стали. Новый подход к проектированию позволил создать в передней части кузова структуру, распределяющую энергию удара при столкновении не только на днище, но и в передние стойки, боковины и крышу. Это обеспечивало меньшую деформацию защищавшего пассажиров силового каркаса. Множество подушек безопасности, активные подголовники и другие средства защиты позволили пятидверному хетчбэку набрать максимальные пять звёзд в Европейском краш-тесте.
Осенью 2008 года все четыре модели Civic получили ряд небольших изменений. Как обычно, были заменены передний и задний бампера, седаны получили обновлённые фонари сзади. Новый седан проще всего отличить от старого по круглым, вместо прямоугольных подфарникам. У модернизированных хетчбэков снаружи хорошо видны два дополнительных отверстия в решетке радиатора рядом с эмблемой Honda. Новые материалы и цвета отделки появились в салоне, а также возможность заказать такое дополнительное оборудование, как навигационную систему или мультимедиа с интерфейсами Bluetooth и USB.

## Двигатели и трансмиссия

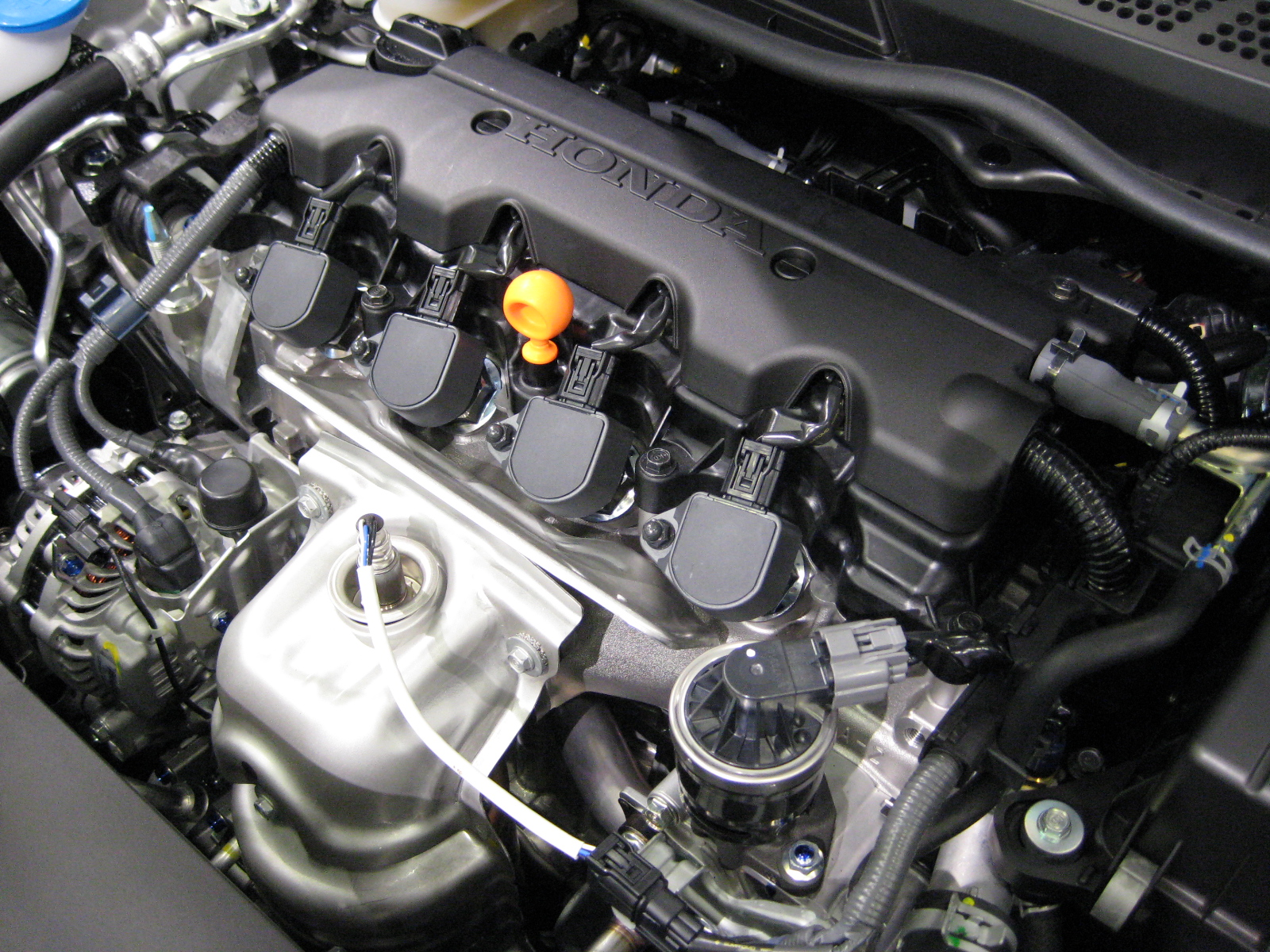
Двигатель Honda R18A

Подавляющее большинство моделей семейства, вне зависимости от типа кузова, комплектовались полностью новым четырёхцилиндровым бензиновым двигателем Honda серии R. За счёт фирменной системы управления фазами газораспределения и выстой подъёма клапанов VTEC, впускного трубопровода переменной длины и других конструктивных улучшений, двигатель был очень мощным и одновременно экономичным. Этот 1,8-литровый мотор, как писали в рекламных материалах Honda, обладал тягой более крупного двухлитрового, а бензина расходовал, как небольшой полутора литровый двигатель.
Только в Европе можно было заказать хетчбэк с 1,4-литровым бензиновым мотором или дизелем. Собственной разработки Honda полностью алюминиевый турбодизель серии N имел турбину с изменяемой геометрией, аккумуляторную систему подачи и непосредственный впрыск топлива.
Собираемые в Турции и завозимые в Россию седаны могли быть укомплектованы 1,8 литровым бензиновым двигателем.
Двигатели могли быть состыкованы с механической пяти- (Япония и Америка) или шестиступенчатой (Европа) коробкой передач, либо же с новым пятиступенчатым классическим «автоматом» (Япония и Америка) или с шестиступенчатым «роботом» (Европа).
| Двигатели  | Двигатели          | Двигатели           | Двигатели                        | Двигатели                   | Двигатели                        |
| ---------- | ------------------ | ------------------- | -------------------------------- | --------------------------- | -------------------------------- |
|            | рабочий объём, см³ | цилиндров/ клапанов | мощность, л. с./ обороты, об/мин | момент, Нм/ обороты, об/мин | страна                           |
| Бензиновые |                    |                     |                                  |                             |                                  |
| LD         | 1339               | 4-цил./16-кл. SOHC  | 83/5700                          | 119/2800                    | Европа                           |
| R16A       | 1595               | 4-цил./16-кл. SOHC  | 125/6500                         | 152/4200                    | Сингапур, Египет, Турция, Россия |
| R18A       | 1799               | 4-цил./16-кл. SOHC  | 140/6300                         | 174/4300                    | Япония, Европа, Северная Америка |
| Дизель     |                    |                     |                                  |                             |                                  |
| N22        | 2204               | 4-цил./16-кл. DOHC  | 140/4000                         | 340/2000                    | Европа                           |

## Ходовая часть
Несмотря на общую конфигурацию со стойками типа Макферсон, передние независимые подвески хетчбэков и седана/купе не имели ни единой общей детали.
На японо-американских автомобилях применялась такая же, как прежде подвеска с треугольными рычагами на подрамнике, но с полностью новой геометрией.  Иной угол наклона стойки и пружины с обратной навивкой, плюс более жёсткие рычаги другой конфигурации позволили существенно повысить ходовые свойства автомобиля.
Адаптированная под европейские условия, более современная передняя подвеска с L-образными рычагами на подрамнике, позволяла острее управлять хетчбэками. В то же время, сзади у этих автомобилей стояла более простая и дешевая полунезависимая подвеска со скручивающейся балкой.
Седан и купе сохранили независимую пружинную заднюю подвеску на двойных рычагах, которая также была серьёзно модернизирована.
Только американские седан и купе в стандартном исполнении имели реечное рулевое управление с гидроусилителем. Их спортивные версии, японский и европейский седан, а также все хетчбэки оборудовались электроусилителем руля.
В тормозной системе с гидроприводом и усилителем на всех моделях, как европейских, так и японо-американских были установлены полностью дисковые тормоза, с вентилируемыми дисками спереди и сплошными сзади. Только гибридный Civic Hybrid оборудовался задними барабанными тормозами. Антиблокировочная система тормозов и система контроля устойчивости устанавливались стандартно.

## Civic Type R, Civic Si

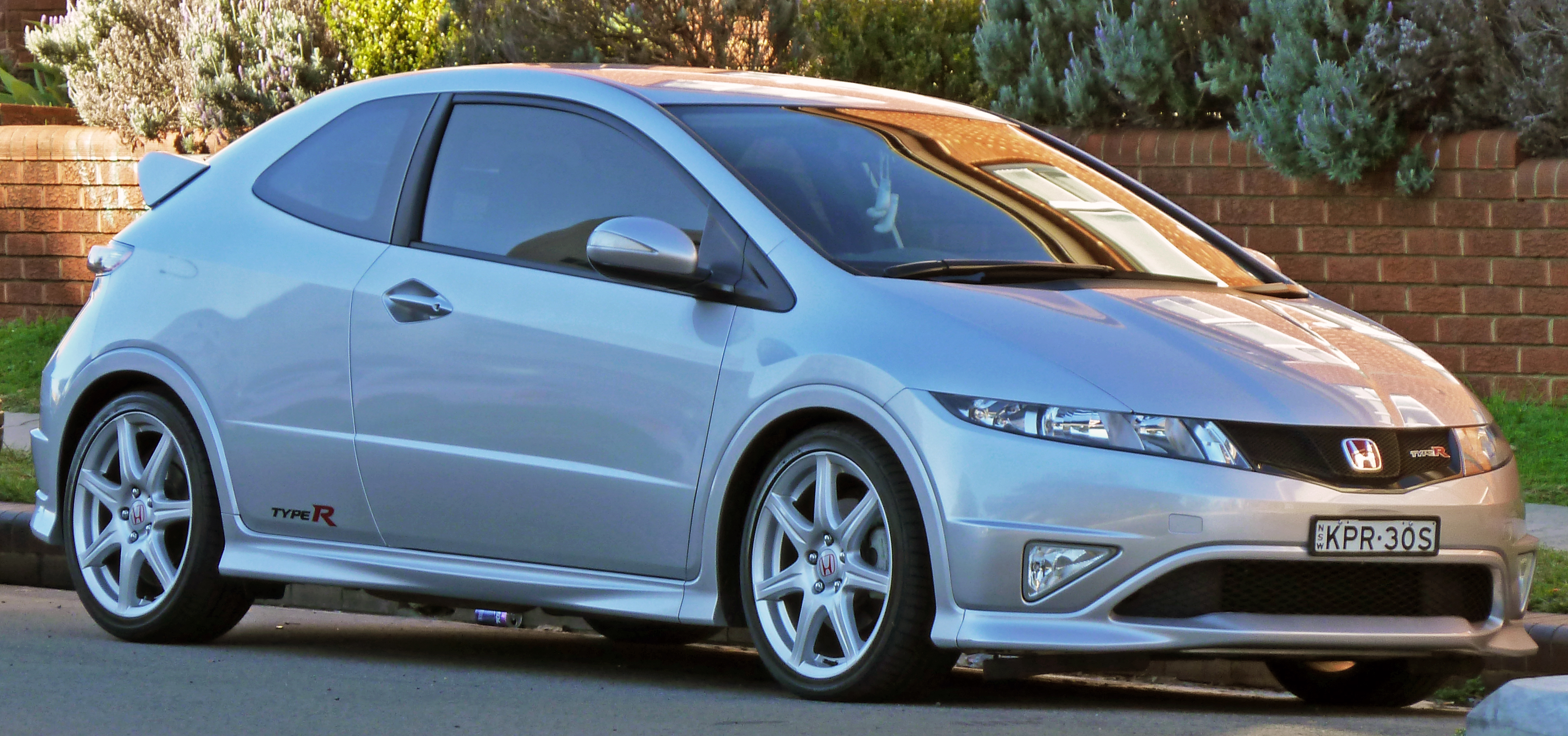
Honda Civic Type R хетчбэк

Для молодых сердцем и просто молодых был предназначен европейский трёхдверный хетчбэк Civic Type R. Его 200-сильный мотор разгонял автомобиль до 100 километров в час за 6,6 секунды. Доработка фирменной системы изменения фаз газораспределения VTEC, а также электронная педаль газа позволили сделать управление двигателем более отзывчивым. Обтекаемая форма автомобиля скомпенсировала его возросший вес, так что максимальная скорость 235 километров в час осталась прежней.
Кузов автомобиля получил дополнительные усилители, сделавшие его жёстче. Кроме того, Civic Type R имел заниженную на 15 миллиметров подвеску с особыми пружинами, амортизаторами и специально подобранными шарнирами крепления рычагов и стойки. А 18-дюймовые легкосплавные колёса с низкопрофильными (225/40) шинами, плюс эксклюзивная настройка электроусилителя руля добавили остроты в управление автомобилем. Тормозную систему усилили увеличенного диаметра передними вентилируемыми дисками.
От других моделей Civic Type R отличался ярко выраженным спойлером под передним бампером и чёрной решёткой радиатора с красной эмблемой по центру. В салоне красные на чёрном фоне индикаторы панели проборов подчёркивали спортивный дух модели. Спереди были установлены специальные сиденья отделанные искусственной замшей с красной прострочкой. Рядом с выточенной из алюминия рукояткой переключения передач находилась табличка с выгравированным уникальным номером, что придавало особый оттенок эксклюзивности этим спортивным автомобилям.

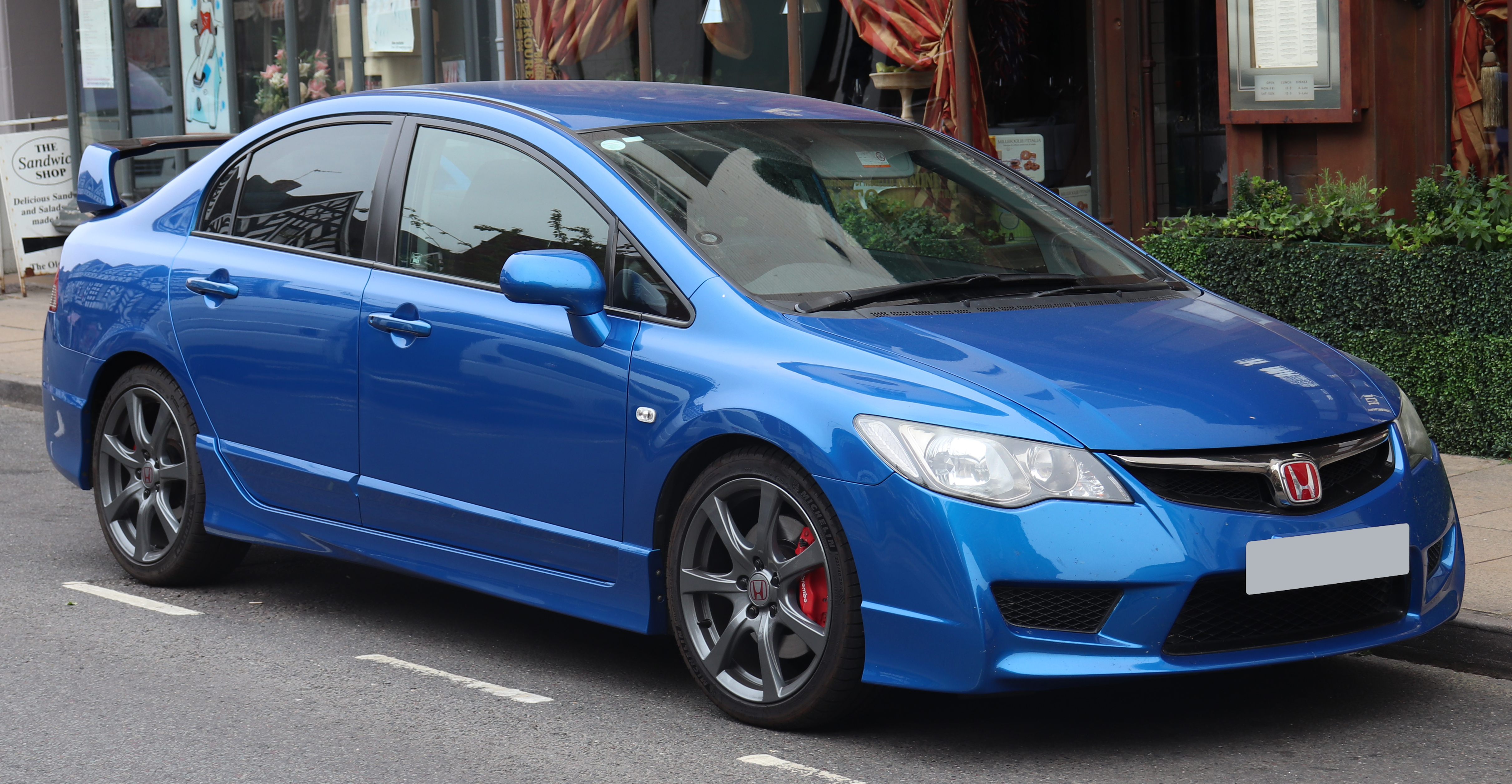
Honda Civic Type R седан

В Японии под маркой Civic Type R выпускался спортивный седан. Помимо форсированного двигателя мощностью 225 л.с., автомобиль имел усиленный кузов, спортивную подвеску и тормоза, и 18-дюймовые колёса со специальными шинами. Спортивный обвес кузова включал в себя более крупные воздухозаборники спереди и диффузор сзади, накладки на пороги и большое заднее антикрыло, а также красную эмблему на решётке радиатора. Анатомические сиденья, новое оформление панели приборов и особый трёхспицевый руль дополняли спортивный дух модели.
В начале 2010 года продажи спортивных седанов прекратились и в Японию стали завозить европейские спортивные трёхдверки, продававшиеся на местном рынке под маркой Civic Type R Euro.
В Америке, традиционно, спортивные купе и седан продавались под маркой Civic Si. Автомобили комплектовались тем же двигателем, что и все спортивные версии Civic, который сочетался с шестиступенчатой механической коробкой передач со встроенным дифференциалом повышенного трения. Особый внешний вид автомобилям придавало крупное заднее антикрыло, специальные 17-дюймовые колёса и надписи «Si» спереди и сзади. В салоне можно отметить отделанное кожей и регулируемое по углу наклона и вылету рулевое колесо, глубокие спортивные сиденья и отделку в чёрно-красной гамме. Мощная 350-ваттаня аудиосистема с семью динамиками и сабвуфером наслаждала слух «гонщика». Большой люк в крыше, фоновая подсветка передней части салона и бесключевой доступ входили в стандартное оснащение этих автомобилей.
| Двигатели и трансмиссия | Двигатели и трансмиссия | Двигатели и трансмиссия | Двигатели и трансмиссия          | Двигатели и трансмиссия     | Двигатели и трансмиссия       | Двигатели и трансмиссия | Двигатели и трансмиссия |
| ----------------------- | ----------------------- | ----------------------- | -------------------------------- | --------------------------- | ----------------------------- | ----------------------- | ----------------------- |
|                         | рабочий объём, см³      | цилиндров/ клапанов     | мощность, л. с./ обороты, об/мин | момент, Нм/ обороты, об/мин | коробка передач               | модель                  | страна                  |
| K20A                    | 1998                    | 4-цил./16-кл. DOHC      | 197/7800                         | 188/6200                    | шестиступенчатая механическая | Civic Si                | Америка                 |
| K20A                    | 1998                    | 4-цил./16-кл. DOHC      | 201/7800                         | 193/5600                    | шестиступенчатая механическая | Civic Type R            | Европа                  |
| K20A                    | 1998                    | 4-цил./16-кл. DOHC      | 225/8000                         | 215/6100                    | шестиступенчатая механическая | Civic Type R            | Япония                  |

## Civic Hybrid

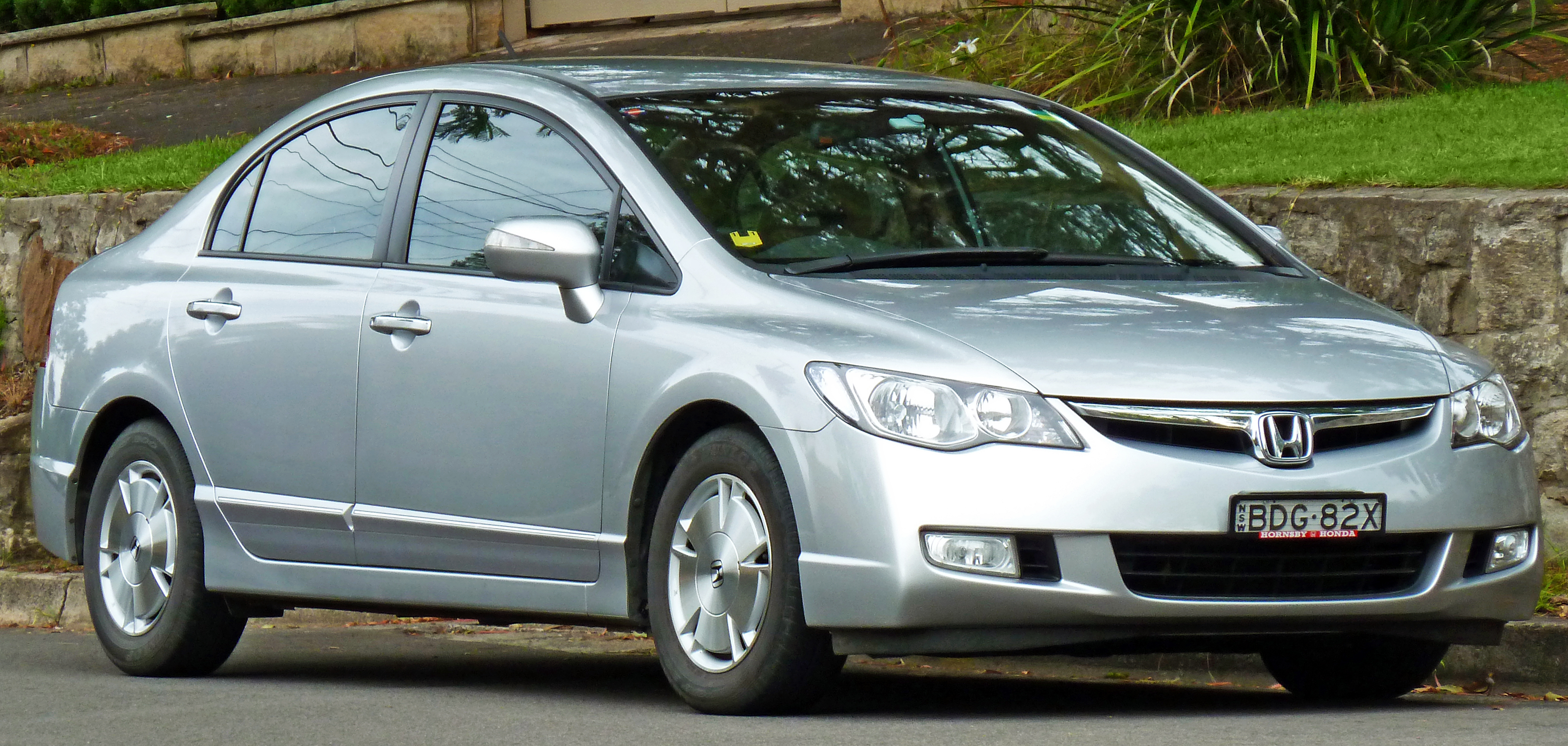
Honda Civic Hybrid, Япония

Гибридный Civic Hybrid оснащался фирменным электромеханическим силовым приводом IMA четвёртого поколения. Он состоял из небольшого бензинового двигателя и вариатора, между которыми был вставлен компактный электромотор, а также никель-металлгидридной аккумуляторной батареи. Двигатель внутреннего сгорания использовался как основной источник энергии, а электромотор обеспечивал дополнительную тягу и осуществлял рекуперативное торможение.
В момент трогания электрический мотор помогал двигателю внутреннего сгорания быстрее разогнать автомобиль. На постоянной скорости движение осуществлялось в основном за счёт бензинового мотора, который отключался при торможении. При этом электромотор переходил в режим генератора и пополнял аккумуляторную батарею. Система управления непрерывно поддерживала требуемой баланс между создаваемым обычными тормозами и мотор-генератором тормозным моментом. Как только автомобиль останавливался, всё выключалось и запускалось вновь при нажатии водителем педали газа.
Специально разработанный для гибридного автомобиля бензиновый двигатель был лёгким и компактным. И очень экономичным, благодаря «умному» управлению фирменной системой изменения фаз газораспределения VTEC, двумя свечами зажигания в каждом цилиндре и впрыску топлива. Как и раньше, между двигателем и трансмиссией был размещён компактный, толщиной всего 70 миллиметров, но более мощный и эффективный электромотор. Вариатор, благодаря непрерывному изменению передаточного отношения,  диапазон которого был расширен, позволял  всему гибридному силовому приводу работать на пике эффективности. Компактная аккумуляторная батарея вместе с преобразователем тока и напряжения, и блоком управления располагалась за спинкой заднего сиденья.
Интересной особенностью климатической системы Cicic Hybrid было наличие двух компрессоров кондиционера. Один, более мощный приводился от двигателя, второй, послабее, от отдельного электромотора. В обычных условиях работал только первый, второй же подключался, когда автомобиль стоял в пробке, и бензиновый мотор был выключен. При сильной жаре, или когда надо было быстро охладить салон, в работу вступали оба компрессора.
Гибридный Civic легко отличить по особым, обтекаемой формы колёсам, которые, в сочетании со специальными шинами с низким сопротивлением качению, повышали эффективность автомобиля.
| Гибридный силовой привод       | Гибридный силовой привод | Гибридный силовой привод         | Гибридный силовой привод     |
| ------------------------------ | ------------------------ | -------------------------------- | ---------------------------- |
| Двигатель внутреннего сгорания |                          |                                  |                              |
| рабочий объём, см³             | цилиндров/ клапанов      | мощность, л. с./ обороты, об/мин | момент, Нм/ обороты, об/мин  |
| 1339                           | 4-цил./8-кл. SOHC        | 93/6000                          | 118/4500                     |
| Электромотор-генератор         |                          |                                  |                              |
| тип                            | напряжение, В            | мощность, кВт/ обороты, об/мин   | момент, Н м/ обороты, об/мин |
| постоянного тока               | 158                      | 15/2000                          | 103/1160                     |
| Аккумуляторная батарея         |                          |                                  |                              |
| тип                            | напряжение, В            | ёмкость, А ч                     |                              |
| никель- металлогидридная       | 158                      | 5,5                              |                              |

## Оценка
Оценивая седан, журналисты известного российского автомобильного издания Авторевю, отметили, что Civic снова стал красивым, сохранив при этом удобный и просторный салон. Двигатель, хотя и шумел изрядно, прекрасно разгонял автомобиль. Шасси было настроено по-боевому. Новый Civic очень живо реагировал на действия рулём, отменно держался за дорогу и при этом обладал потрясающей курсовой устойчивостью. А на прокатанные в асфальте колеи автомобиль практически не реагировал. Но жёсткая подвеска очень уж подробно передавала все неровности дороги. Ещё одна беда Civic — слабая шумоизоляция. В целом же автомобиль журналистам понравился, особенно его азартная управляемость
Общая проблема всех бывших в употреблении Civic, вне зависимости от типа кузова — это слабое лакокрасочное покрытие, которое легко царапается, вызывая коррозию. Салон же неплохо сопротивляется старению и не скрипит, даже на автомобилях солидного возраста. Двигатели и трансмиссия, при правильном обслуживании, считаются вполне надёжными. При эксплуатации автомобиля по плохим дорогам первым выходит из строя рулевой механизм. Задняя подвеска, также слабовата, причём любая, и у седана и у хетчбэка.